# Хижина Сольве

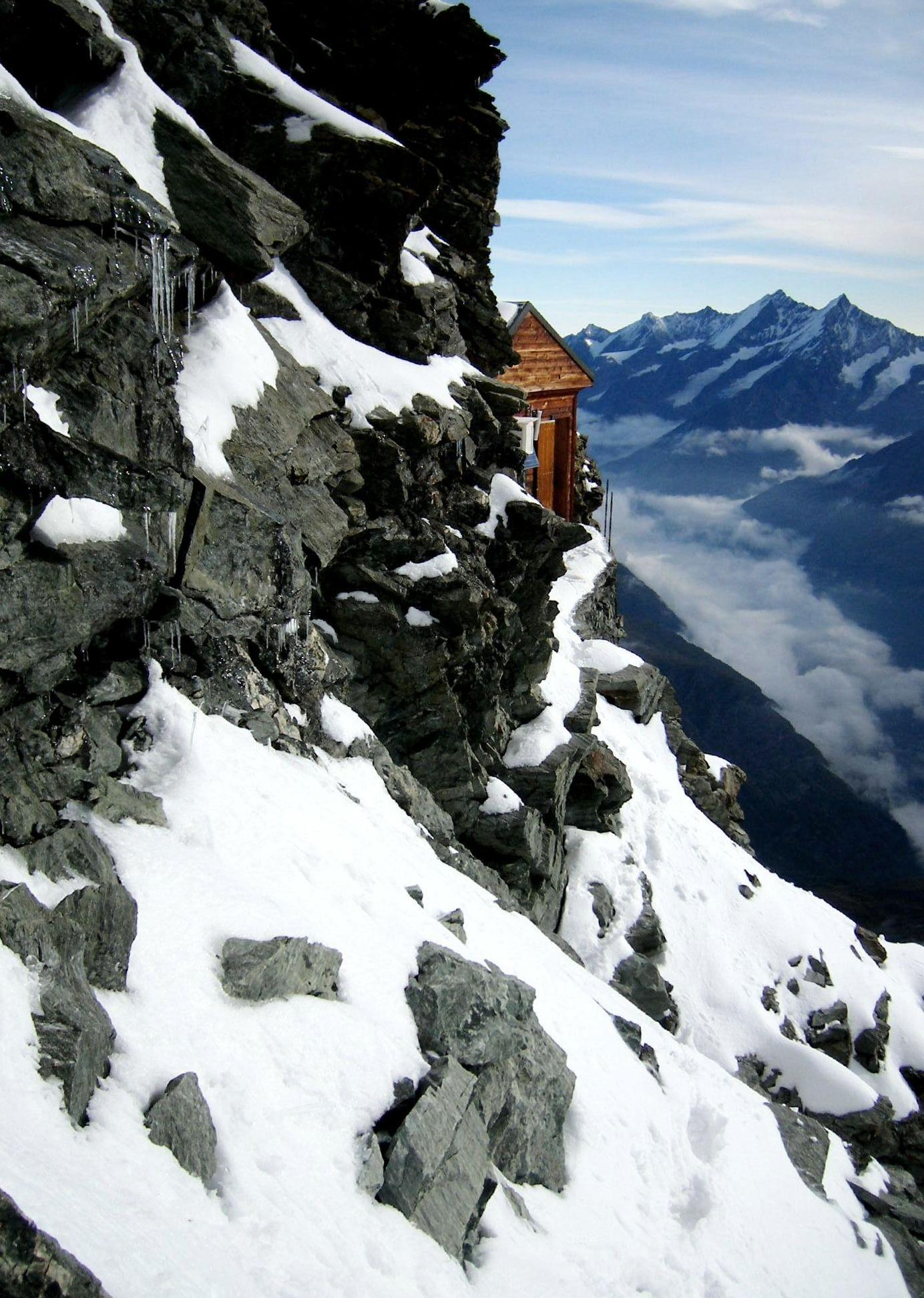
Хижина Сольвея

Хижина Сольве (нем. Solvayhütte), Сольве Хат — высокогорная хижина, расположенная на северо-восточном гребне Маттерхорна на высоте 4003 метра над уровнем моря. Хижина находится на классическом маршруте восхождения на Маттерхорн по гребню Хёрнли. Внутри имеется 10 кроватей, радиотелефон для чрезвычайных ситуаций. Вода, продукты питания и топливо отсутствуют. По правилам, в хижине можно останавливаться в исключительных случаях, как, например, непогода.

## История создания
Хижина была построена в августе 1915. Весь строительный материал был вначале принесён на высоту 3260 метров с помощью животных. Оттуда маленькая временная канатная дорога транспортировала материал до стройплощадки на высоту в 4000 метров. Хижина была построена в течение пяти дней. В 1966 хижина была восстановлена, а в 1976 в ней был установлен телефон на случай чрезвычайных ситуаций.
Хижину назвали в честь Эрнеста Сольве (1838—1922), который пожертвовал деньги на её создание.